# Yves Theiler

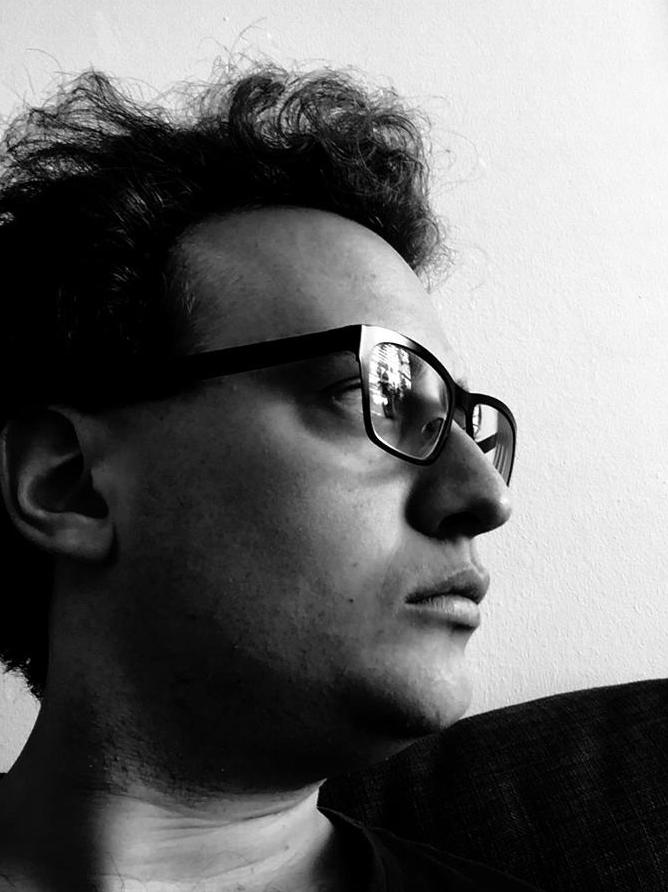
Yves Theiler 2016

Yves Alain Theiler (* 23. Dezember 1987 in Zürich) ist ein Schweizer Jazzmusiker (Klavier und elektronische Tasteninstrumente), Komponist, Arrangeur und Musikpädagoge. Ferner ist er auch als Schlagzeuger und Percussionist aktiv.

## Leben und Wirken
Yves Theiler begann sein Musikstudium als Pianist im Hauptfach und als Schlagzeuger im Nebenfach im Alter von 17 Jahren an der Zürcher Hochschule der Künste, vorwiegend bei Chris Wiesendanger und Tony Renold (Nebenfach Schlagzeug), gefolgt von einem Studienaufenthalt in Leipzig, wo er Unterricht bei Richie Beirach hatte und anschliessend den Master in Pädagogik erwarb. Darauf absolvierte er bei Christoph Baumann und Nat Su an der Hochschule Luzern den Master in Performance (Konzertdiplom).
Ab Mitte der 2000er-Jahre arbeitete Yves Theiler in der Schweizer Jazzszene u. a. mit Omri Ziegele, Rätus Flisch, Luca Sisera und Matthias Tschopp. In den letzten Jahren spielte er in den Formationen Yves Theiler Trio, Things to Sounds (mit David Meier, Tobias Meier), Where’s Africa (mit Omri Ziegele und Dario Sisera), Duo Omri Ziegele und Yves Theiler, Theiler – Flisch – Renold, Duo Theiler – Flisch plays Wagner, Matthias Tschopp Quartet, Colliding Particles und Roofer. Yves Theiler arbeitete auch immer wieder an Projekten mit Musikern aus diversen Ländern unter anderem mit Terrence McManus (USA), Alexey Kruglov (Russland), Uli Kempendorff (Deutschland), Robert Lucaciu (Deutschland) und Philipp Scholz (Deutschland).
Mit seinem eigenen Jazz-Trio mit Lukas Mantel und Valentin Dietrich entstand 2012 sein Debütalbum Out of the Box (Unit Records); im Duo mit Omri Ziegele legte Theiler 2013 das Album Inside Innocence (Intakt Records) vor. 2016 präsentierte Theiler mit seinem Trio das zweite Album Dance in a Triangle (MGB Musiques Suisse), welches nennenswerte Rezensionen unter anderem in den Jazzmagazinen Jazz Thing und Salt Peanuts einbrachte. Im selben Jahr präsentierte er das Album Ypsilon im Duo mit der Sängerin Yumi Ito etc.
Im Bereich des Jazz war er nach Angaben von Tom Lord zwischen 2006 und 2018 an 22 Aufnahmesessions und CD-Produktionen beteiligt. Insgesamt ist Yves Theiler auf 28 Tonträgern (CD oder LP) zu hören, Stand 2021.
Sein «hingebungsvoll ehrgeiziges Spiel, in dem das Pathos des Existenziellen mitvibriert», wertete die Neue Zürcher Zeitung, «sprüht vor Überraschungen und ist stets bedacht auf energiegeladene Interaktion.»
2017 wurde Yves Theiler mit dem Werkjahr der Stadt Zürich ausgezeichnet und ist Förderpreisträger der Friedl Wald Stiftung.
Seit Herbst 2020 veröffentlicht Yves Theiler pädagogische Kompositionen und Arrangements für den Bereich Jazz/Pop/Rock beim Verlag COEPTUM.

## Diskographische Hinweise
- Yves Theiler Trio feat. Uwe Steinmetz: It's Huldrych! (E.J.K. – Records, 2019)
- Yves Theiler Trio: WE (Intakt Records 2018, mit Luca Sisera und Lukas Mantel)
- Theiler – Flisch – Renold: European Hits (Neuklang, 2017)
- Where’s Africa – Omri Ziegele • Yves Theiler • Dario Sisera: Going South (Intakt Records, 2017)
- Colliding Particles: Colliding Particles (Unit Records, 2017, mit Lorenzo Herrnhut-Girola, Rafael Schilt und Claudio Strüby)
- Yves Theiler Trio: Dance in a Triangle (MGB Musiques Suisse, 2016, mit Luca Sisera und Lukas Mantel)
- Luca Sisera Roofer: Prospect (Leo, 2015, mit Silvio Cadotsch, Michael Jaeger, Michi Stulz sowie Isa Wiss)
- Matthias Tschopp Quartet: plays Juan Miró (Unit Records, 2013)
- Duo Omri Ziegele & Yves Theiler: Inside Innocence (Intakt Records, 2012)
- Yves Theiler Trio: Out of the Box (Unit Records, 2012)
- Things To Sounds: Transformations (Wide Ear Records, 2011)
- Castravez: Tagtraum (Egolaut Records, 2011)